# Santa Domenica Talao
Santa Domenica Talao er en by i Calabrien, Italien med 1.122 (2023) indbyggere.